# São João de Fontoura
São João de Fontoura é uma freguesia portuguesa do município de Resende, com 5,21 km² de área e 537 habitantes (censo de 2021) A sua densidade populacional é 103,1 hab./km²

## Demografia
A população registada nos censos foi:
| Distribuição da População por Grupos Etários | Distribuição da População por Grupos Etários | Distribuição da População por Grupos Etários | Distribuição da População por Grupos Etários | Distribuição da População por Grupos Etários |
| -------------------------------------------- | -------------------------------------------- | -------------------------------------------- | -------------------------------------------- | -------------------------------------------- |
| Ano                                          | 0-14 Anos                                    | 15-24 Anos                                   | 25-64 Anos                                   | > 65 Anos                                    |
| 2001                                         | 144                                          | 129                                          | 407                                          | 177                                          |
| 2011                                         | 95                                           | 76                                           | 373                                          | 156                                          |
| 2021                                         | 46                                           | 53                                           | 297                                          | 141                                          |

## Património
- Capela de Nossa Senhora da Guia (Guia)
- Capela de Nossa Senhora dos Remédios (Covelas)